# يوناه ياهف
 يوناه ياهف بالعبرية: (יונה יהב)(من مواليد 19 يونيو 1944) محامي وسياسي إسرائيلي. عضو سابق في الكنيست عن حزب العمل. كان ياهف رئيسًا لبلدية حيفا بين عامي 2003 و2018. وفي الانتخابات البلدية عام 2018، خسر أمام مرشح حزب العمل إينات كاليش روتيم.